# Пааво Аалтонен
Пааво Аалтонен (фін. Paavo Johannes Aaltonen; нар. 11 грудня 1919, Кемі — пом. 9 вересня 1962, Сіпоо) — фінський гімнаст, олімпійський чемпіон з 1948 року.

## Спортивні досягнення
- 3-разовий олімпійський чемпіон (1948) в командній першості, вправах на коні і в опорному стрибку;
- бронзовий призер Олімпійських ігор (1948) в абсолютній першості;
- бронзовий призер Олімпійських ігор (1952) в командній першості;
- чемпіон світу (1950) у вправах на перекладині;
- срібний призер чемпіонату світу (1950) у командній першості.